# Quatro Irmãos
Quatro Irmãos là một đô thị thuộc bang Rio Grande do Sul, Brasil. Đô thị này có diện tích 267,987 km², dân số năm 2007 là 1735 người, mật độ 6,47 người/km².